# Visor de pantalla

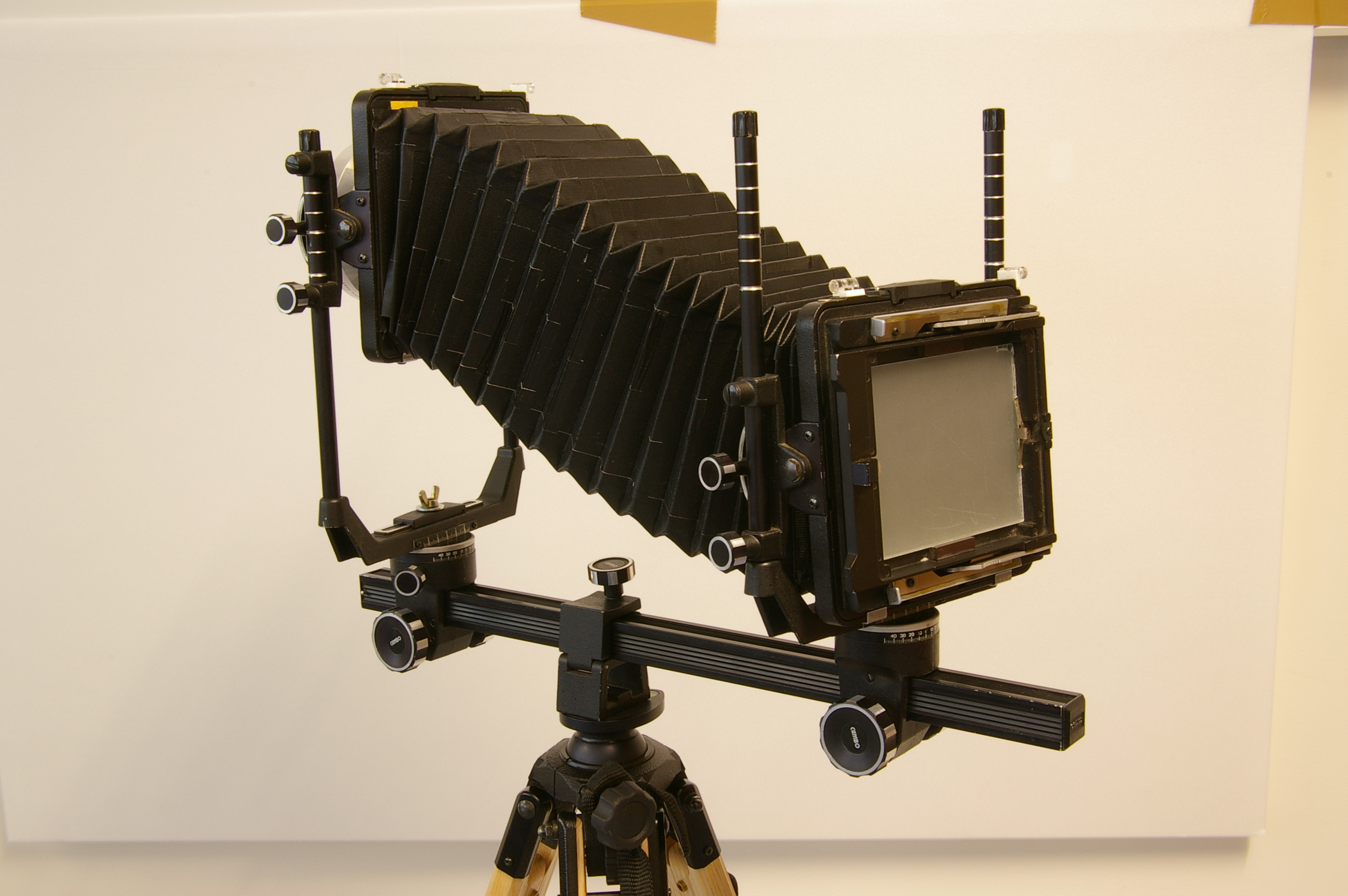
Visor de pantalla, compuesto de una gran lámina de cristal esmerilado

En las cámaras antiguas (las de placas), el visor que se usaba era una gran lámina de cristal esmerilado (deslustrado) que iba situada en el respaldo de la cámara. Justo antes de realizar la foto, este cristal era sustituido por la placa tratada con la emulsión fotosensible.
En el cristal se recogía la imagen tomada por el objetivo, por lo que no se produce el error de paralaje, el único inconveniente, era que la imagen se ofrecía invertida en su eje vertical (cabeza abajo).
Los fotógrafos, para poder ver bien la imagen y que no les molestase la luz reflejada sobre el cristal, solían tapar la parte posterior de la cámara con un paño negro e introducían la cabeza bajo el paño. Es la imagen típica de los primeros fotógrafos.
Después el visor de cristal esmerilado siguió utilizándose en las cámaras de gran formato utilizadas en estudio. Resultaba especialmente útil para la fotografía publicitaria, pues permitía introducir sobre la pantalla ciertos motivos que después serían introducidos por medio de fotomontajes. Se podía dibujar sobre la pantalla, pegar plantillas, etc.
Con la llegada de las modernos respaldos digitales (pantallas LCD), el visor de pantalla fue siendo sustituido por estos, que ofrecen grandes ventajas. Es el caso de las míticas Sinar. Por ejemplo, el visor Sinarback 54 ofrece una resolución de 22 megapíxel.
- Datos: Q6163956